# Hugo Becker (violoncellista)
Jean Otto Eric Hugo Becker (Strasburgo, 1863 – Geiselgasteig, 1941) è stato un violoncellista, insegnante e compositore tedesco.
Celebre violoncellista, fu docente a Francoforte e dal 1909 a Berlino, ove svolse un'opera di rinnovamento della didattica musicale.